# Ronaldo Wrobel
Ronaldo Wrobel (ur. 1968 w Rio de Janeiro, Brazylia) – brazylijski pisarz, scenarzysta i prawnik.

## Życiorys
Żydowscy dziadkowie Wrobla wyemigrowali z Europy Wschodniej do Brazylii w latach 20. XX wieku. Ronaldo Wrobel studiował prawo na Pontifícia Universidade Católica do Rio de Janeiro i pracuje jako pisarz, dziennikarz i prawnik w Rio de Janeiro. Jest autorem kilku zbiorów opowiadań i felietonistą żydowskiego pisma Menora.
Największy sukces odniosła wydana w 2010 powieść „Tłumacząc Hannah”, którą przetłumaczono na język hiszpański, francuski, polski, włoski, niderlandzki, niemiecki i hebrajski. Sprzedano również prawa do jej ekranizacji.

## Twórczość
- Propósitos do Acaso. Romance. Nova Fronteira, Rio de Janeiro 1998
- A raiz quadrada e outras histórias. Bom Texto, Rio de Janeiro 2001
- Traduzindo Hannah. Record, Rio de Janeiro 2010